# Isabella Stewart Gardner Museum
Isabella Stewart Gardner Museum (Muzeum im. Isabelli Stewart Gardner) – muzeum sztuki w Bostonie, w stanie Massachusetts założone w 1903 roku z inicjatywy amerykańskiej kolekcjonerki, filantropki i mecenas sztuki, Isabelli Stewart Gardner. Muzeum posiada znaczące zbiory sztuki europejskiej, amerykańskiej i azjatyckiej, liczące ponad 2500 eksponatów.
W 1983 roku pierwotny budynek muzeum, zaprojektowany przez Willarda T. Searsa został wpisany na listę National Register of Historic Places pod nr #83000603. 

## Historia i zbiory

### Isabella Stewart Gardner

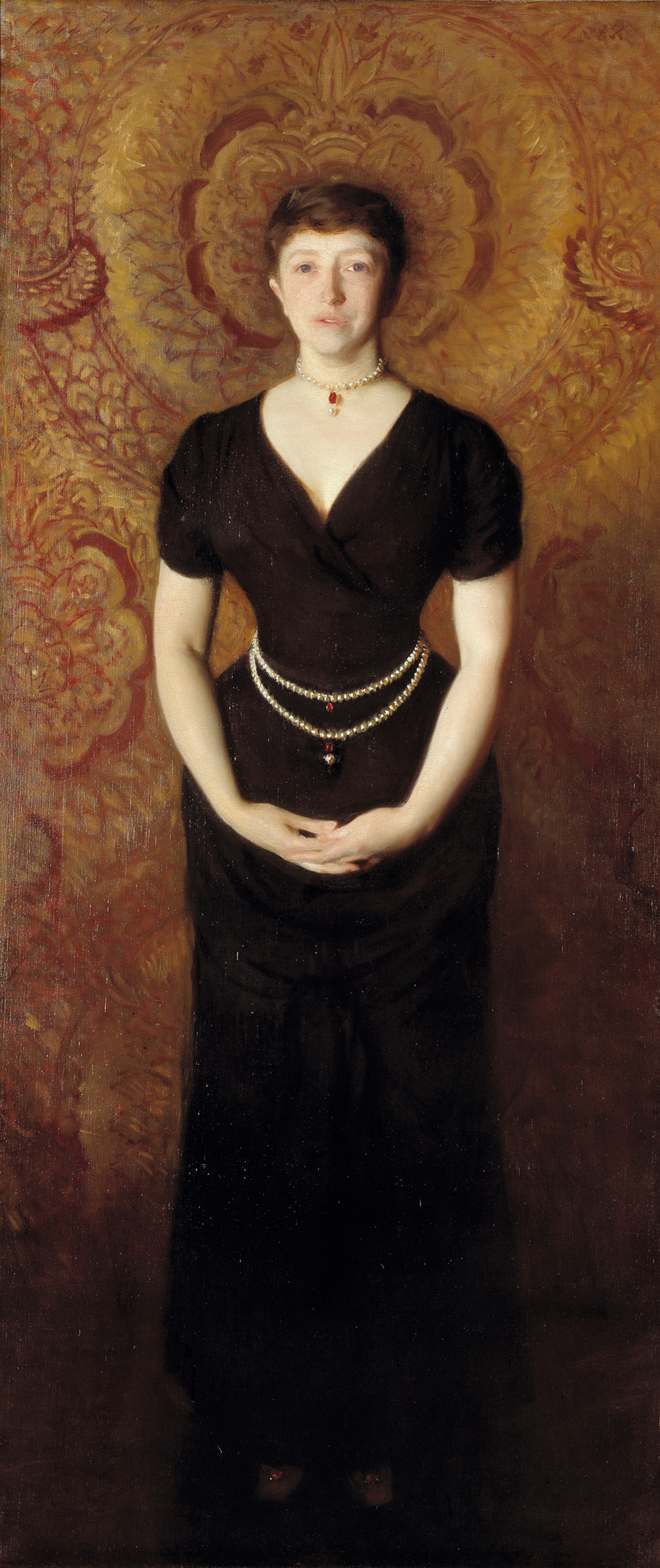
John Singer Sargent, Portret Isabelli Stewart Gardner (1888)

Isabella Stewart Gardner urodziła się 14 kwietnia 1840 roku w Nowym Jorku jako córka Davida Stewarta, Szkota pochodzenia, który dorobił się fortuny na handlu irlandzkim lnem i inwestycjami w górnictwie oraz Angielki, Adelii Smith. Kształciła się w szkołach prywatnych w Nowym Jorku i Paryżu. 10 kwietnia 1860 roku wyszła za mąż za Johna ("Jacka") Lowella Gardnera Jra., starszego brata koleżanki z ławki szkolnej. Oboje zamieszkali w Bostonie. W czerwcu 1863 roku Isabella Stewart Gardner urodziła syna, który zmarł po dwóch latach na zapalenie płuc. Isabella Stewart Gardner wpadła w depresję i rozchorowała się. Zgodnie z radą lekarza oboje z mężem wyjechali do Europy, aby podróżować po Skandynawii, Rosji, do Wiednia i Paryża. po powrocie do domu Isabella Gardner odzyskała zdrowie i pogodę ducha. Oboje nie mieli już dzieci. W 1874 roku Gardnerowie wyjechali ponownie odwiedzając Bliski Wschód, Europe Środkową, i Paryż. Począwszy od końca lat 80. często podróżowali po Ameryce, Europie i Azji, aby poznać inne kultury i poszerzyć swoją wiedzę na temat sztuki na całym świecie. Isabella Stewart Gardner opisywała namiętnie swoje podróże. Jej ulubionym celem stała się Wenecja. Razem z mężem regularnie bywała w Palazzo Barbaro, znaczącym ośrodku artystycznym, skupiającym amerykańskich i angielskich emigrantów w Wenecji. Podczas pobytu w tym mieście kupowała dzieła sztuki i antyki, chodziła do opery oraz jadała obiady w towarzystwie emigracyjnych artystów i pisarzy. Jej miłość do miasta i do kultury włoskiej zainspirowała ją do założenia muzeum.
Po powrocie do Bostonu została organizatorką rozrywek i regularną sponsorką Boston Symphony Orchestra. Razem z mężem gościła znane postacie ze świata kultury, takie jak: pisarka Sarah Orne Jewett, pisarz i filozof George Santayana, działaczka społeczna Julia Ward Howe czy malarz John Singer Sargent. W archiwach zachowało się ponad 7000 listów od 1000 korespondentów. Isabella Stewart Gardner była jedną z najważniejszych kobiecych mecenasów sztuki. Była mecenasem i przyjacielem czołowych artystów i pisarzy swego czasu, takich jak John Singer Sargent, James McNeill Whistler i Henry James. W ciągu trzech dekad podróżowania po świecie i współpracy z najważniejszymi mecenasami sztuki i doradcami, jak Bernard Berenson i Okakura Kakuzō zgromadziła znaczącą kolekcję dzieł sztuki, na którą składały się obrazy, meble, tkaniny i przedmioty z różnych kultur i okresów, w tym znane europejskie obrazy i rzeźby oraz wyroby rzemiosła artystycznego. W 1903 roku ukończyła budowę Fenway Court w Bostonie, przewidzianego do przechowywania swojej kolekcji. W 1919 roku poważnie zachorowała. Zmarła 17 lipca 1924 roku pozostawiając w spadku 1 milion dolarów na wsparcie muzeum. Zostawiła również spore zapisy na towarzystwo zapobiegania przemocy wobec dzieci, szkołę zawodową dla dzieci niepełnosprawnych czy towarzystwo opieki nad zwierzętami. Została pochowana na Mount Auburn Cemetery w Cambridge, pomiędzy mężem a synem.

### Muzeum
Swoje zbiory Isabella i Jack Gardner początkowo trzymali w domu, ale w 1896 roku stwierdzili, że jest on już za mały na ekspozycję dzieł sztuki. Zwrócili się do jednego z architektów z prośbą o zaprojektowanie odpowiedniego budynku. Chociaż Jack Gardner wkrótce zmarł, Isabella kontynuowała koncepcję budowy muzeum. W 1898 roku kupiła w tym celu działkę. Architekt Willard T. Sears sporządził plany i w czerwcu 1899 ruszyła budowa Fenway Court. Isabella Stewart Gardner nadzorowała regularnie budowę. Budowa została zakończona w listopadzie 1901, a następny rok Gardner spędziła na rozmieszczaniu swojej kolekcji w nowym budynku.
1 stycznia 1903 roku Isabella Stewart Gardner otworzyła muzeum, zapraszając znajomych do udziału w wieczorze inauguracyjnym, który uświetnił występ członków Boston Symphony Orchestra. 23 lutego muzeum otwarto dla publiczności. Gardner stwierdziła, że jej muzeum jest przeznaczone dla artystów, muzyków i ludzi myślących. Jedno z pomieszczeń muzealnych (Gothic Room) John Singer Sargent używał jako swoje studio. W Muzeum śpiewała Nellie Melba, tańczyła tam również Ruth St. Denis, a japoński historyk i krytyk sztuki Okakura Kakuzō dzielił się swoją wiedzą na temat duchowości Azji, organizując między innymi wystawę poświęconą kulturze japońskiej czy demonstrując ceremonię picia herbaty. 

## Rozbudowa muzeum

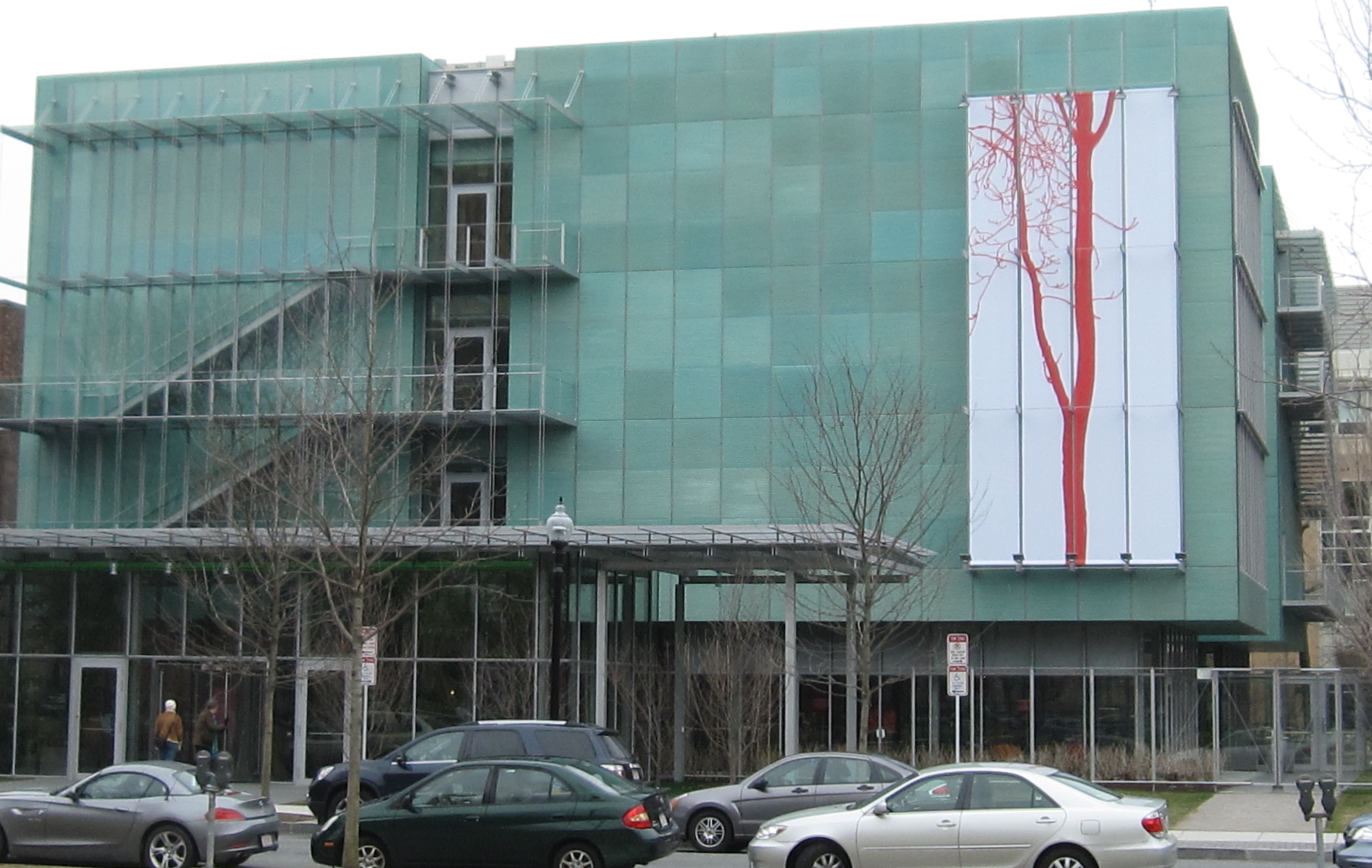
Nowy budynek muzeum

Wzrastająca liczba zwiedzających (z początkowych 2 000 do 200 000), w połączeniu z nowymi imprezami specjalnymi, spowodowała konieczność rozbudowy muzeum. Zadanie to zlecono pracowni architektonicznej Renza Piano, która zaprojektowała nowy budynek, usytuowany w ogrodach muzealnych, w pewnej odległości od oryginalnego budynku, z którym został połączony przeszklonym korytarzem. Nowy, czterokondygnacyjny budynek został pokryty szkłem i zielonymi panelami z oksydowanej miedzi. Poszczególne kondygnacje zostały połączone przeszklonymi korytarzami i obszerną, centralną klatką schodową. Każda kondygnacja została przystosowania do zadań wynikających z programu realizowanego przez muzeum. Największym pomieszczeniem jest audytorium, mające 296 miejsc, złożone z trzech galerii w formie balkonów, rozmieszczonych wokół centrum wykładowego i oświetlone od góry przez świetlik. Drugim co do wielkości jest galeria specjalna o powierzchni około 180 m², zawierająca aneks dla obiektów wrażliwych na światło. Cała północna ściana ze szkła oraz świetlik zostały wyposażone w regulatory natężenia światła, stosownie do różnorodnych wymagań nowej przestrzeni wystawowej. W dwóch ostatnich, najmniejszych ulokowano biura administracji, pracownie konserwacyjne i techniczne. Na przeszklonym parterze umieszczono pokoje edukacyjne, kawiarnię oraz centrum informacji. Wejście do muzeum, mające formę atrium zbudowano od strony Evans Way. Budynek otrzymał certyfikat LEED. 19 stycznia 2012 roku został otwarty.

## Zbiory
W momencie otwarcia w muzeum nalazło się wiele cennych, europejskich dzieł sztuki. Pomocą w ich nabywaniu służył Isabelli Stewart Gardner dawny znajomy, krytyk sztuki, Bernard Berenson. To on doradził jej zakup obrazów z epoki włoskiego renesansu. Tylko nieliczni kolekcjonerzy byli wtedy zainteresowani tego typu dziełami, a Gardner była jedną z pierwszych, która zaczęła je z całą powagą gromadzić. Kupowała je od zubożałych klasztorów i pomniejszych rodzin książęcych. W jej muzeum znalazło się słynne Porwanie Europy Tycjana, a także jedno z arcydzieł malarstwa holenderskiego, Koncert Jana Vermeera. Nabyła również autoportret Rembrandta oraz Burzę na Jeziorze Galilejskim, jedyne dzieło marynistyczne tego artysty.
Isabella Stewart Gardner Muzeum prezentuje kolekcję sztuki o światowym znaczeniu, w tym prace, które zaliczają się do najbardziej znaczących w swoim gatunku. Na kolekcję składa się ponad 2500 eksponatów: obrazy, rzeźby, meble, tekstylia, rysunki, wyroby ze srebra, ceramika, iluminowane rękopisy, rzadkie książki, fotografie i listy, obejmujące okres od starożytnego Rzymu, poprzez średniowieczną Europę, włoski renesans, sztukę Azji i islamu, sztukę XIX-wiecznej Francji i Ameryki. Odpowiedni klimat tworzy budynek muzeum, zbudowany w stylu XVI-wiecznego weneckiego pałacu.

## Galeria obrazów

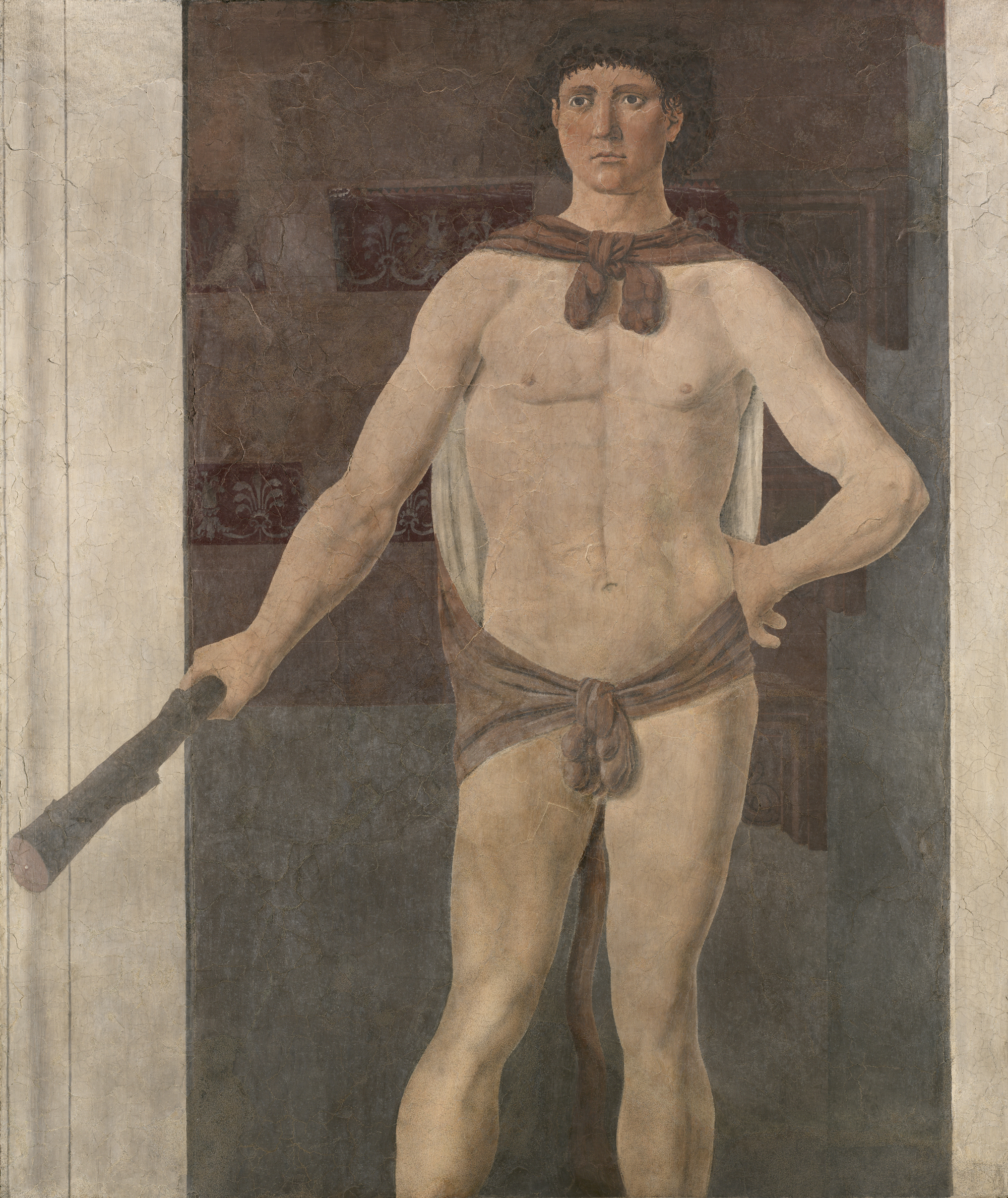
Piero della Francesca, Hercules (po 1465)
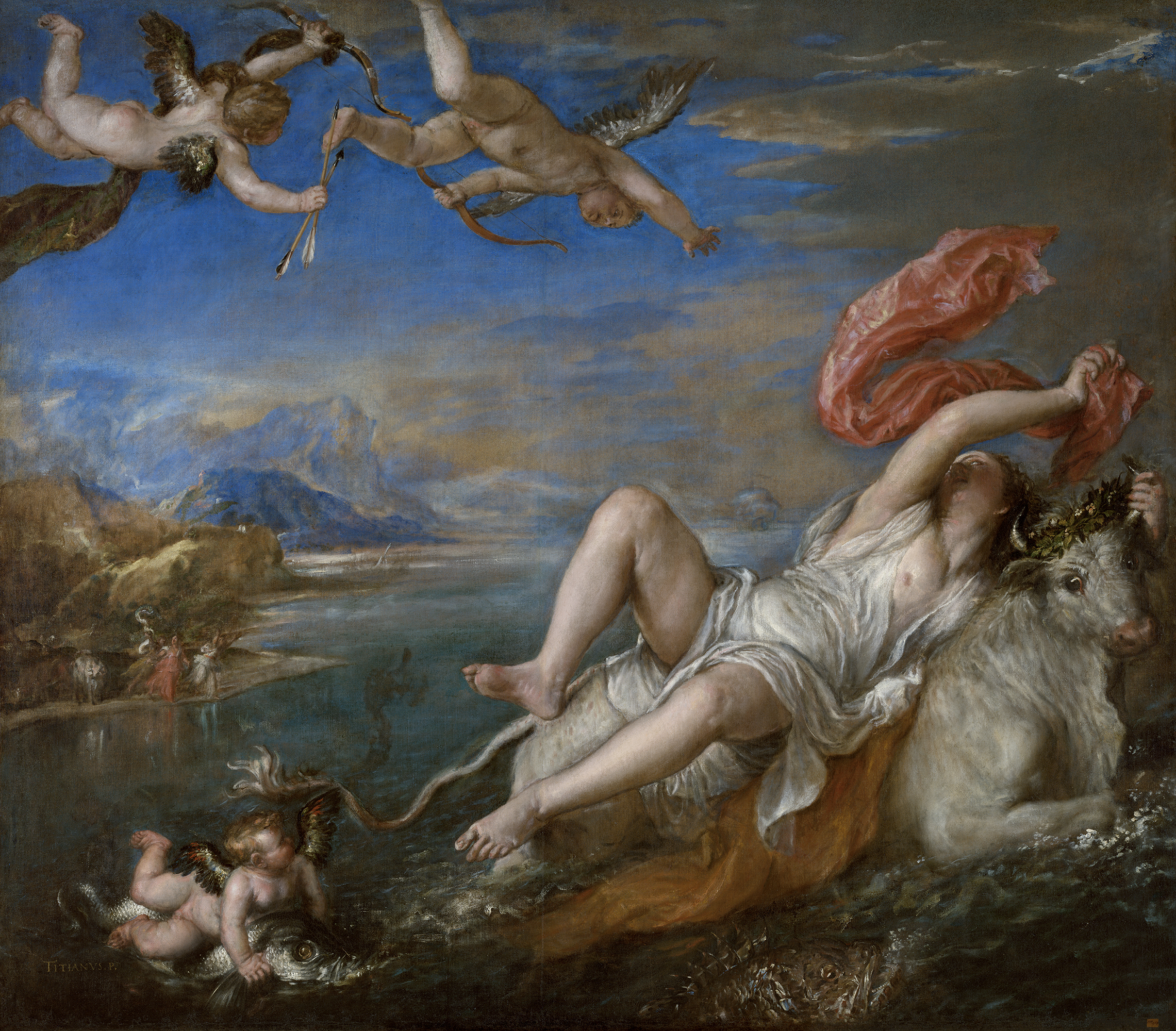
Tycjan, Porwanie Europy (1562)
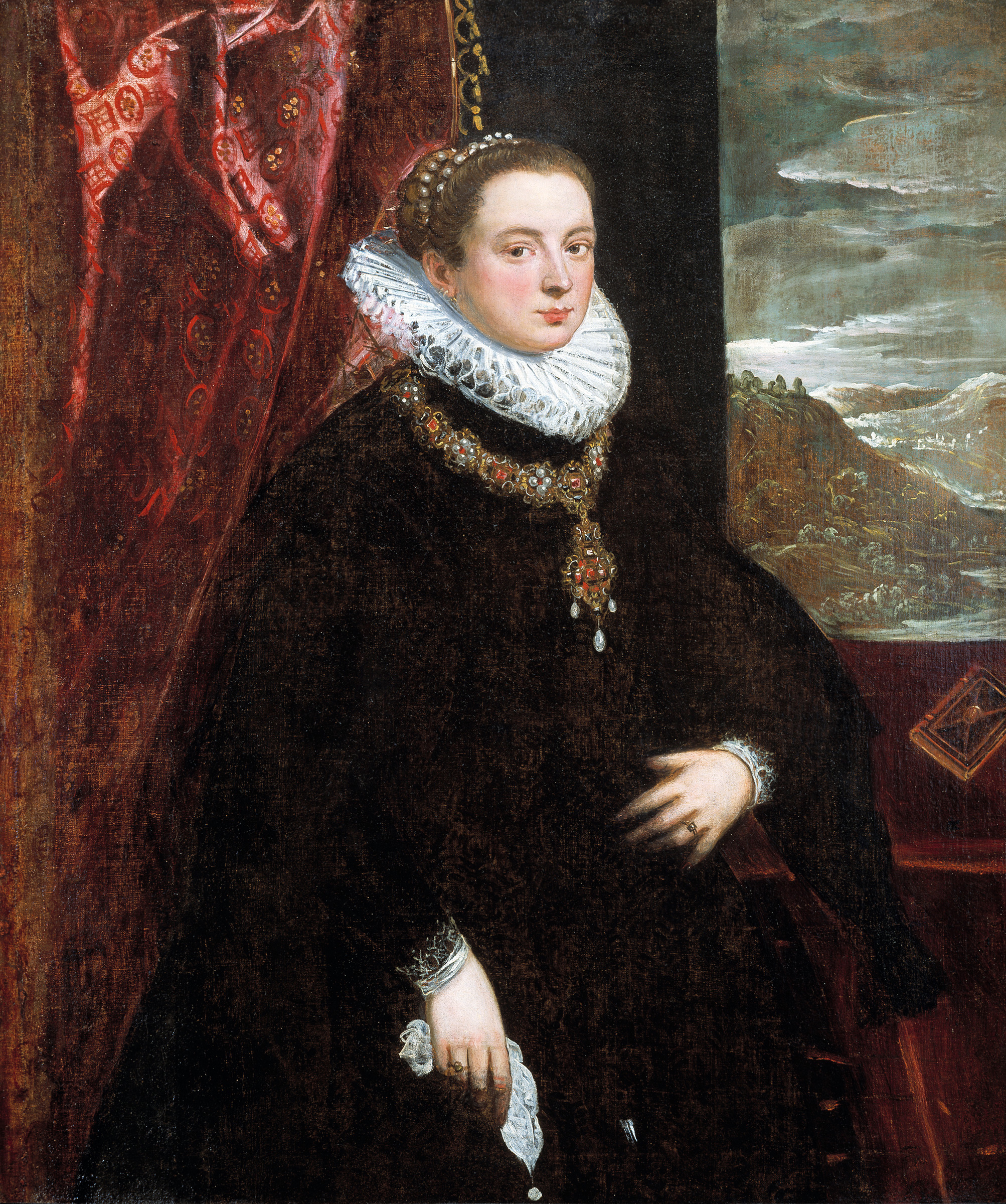
Tintoretto, Dama w czerni (1598–99)
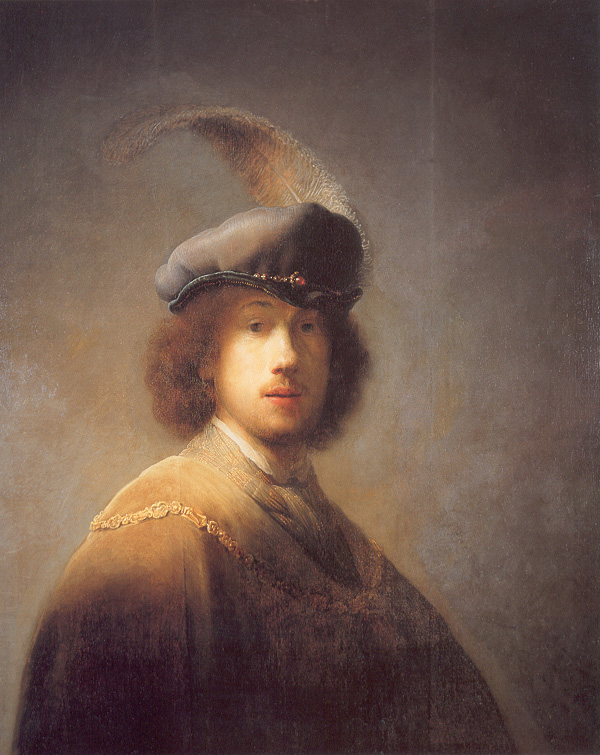
Rembrandt, Autoportret w wieku 23 lat (1629)
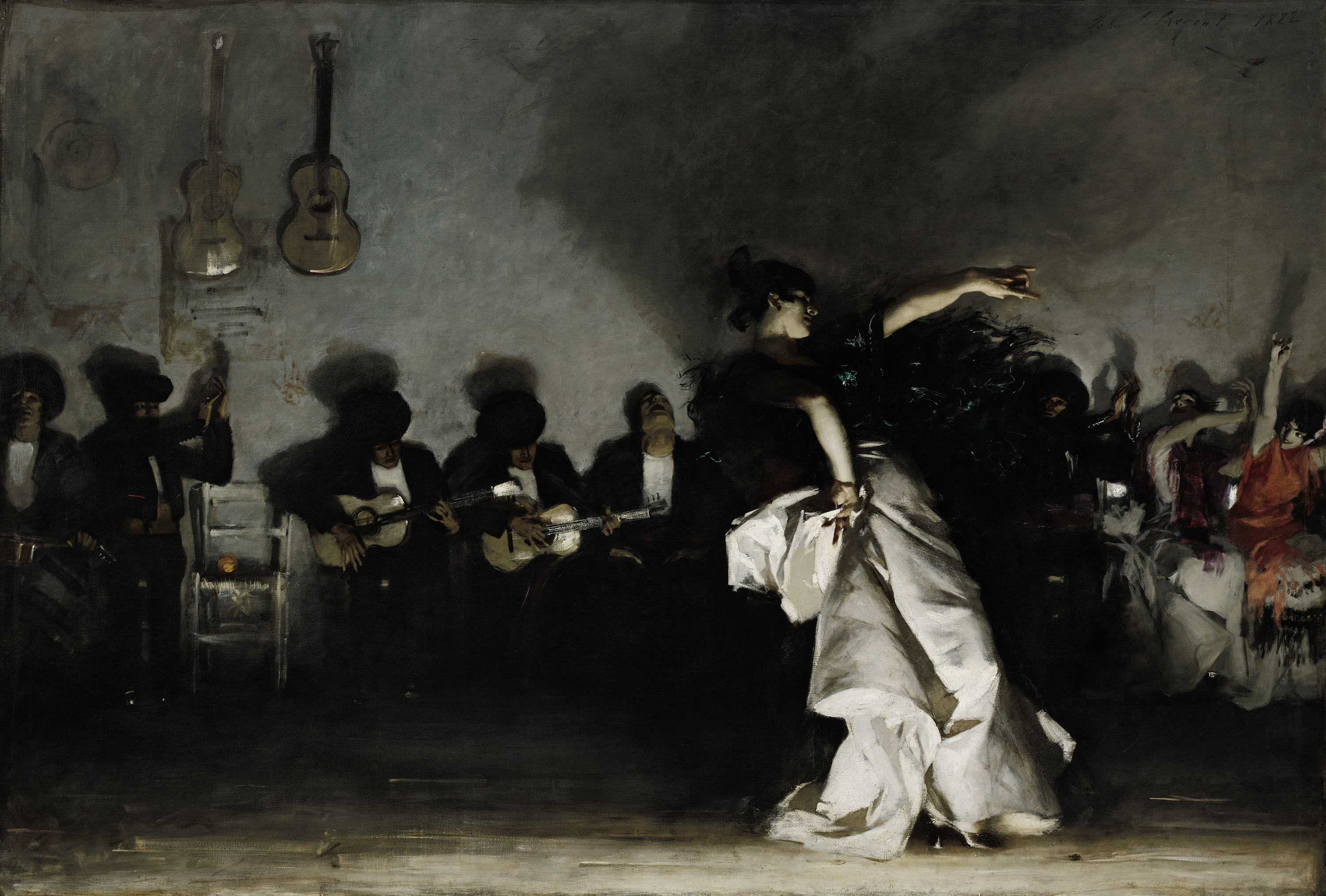
John Singer Sargent, El Jaleo (1882)
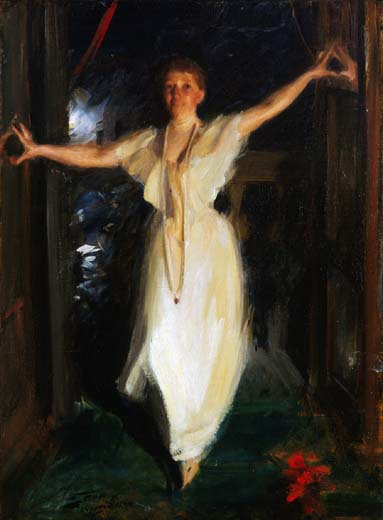
Anders Zorn, Isabella Stewart Gardner w  Wenecji (1894)

## Włamanie i kradzież obrazów

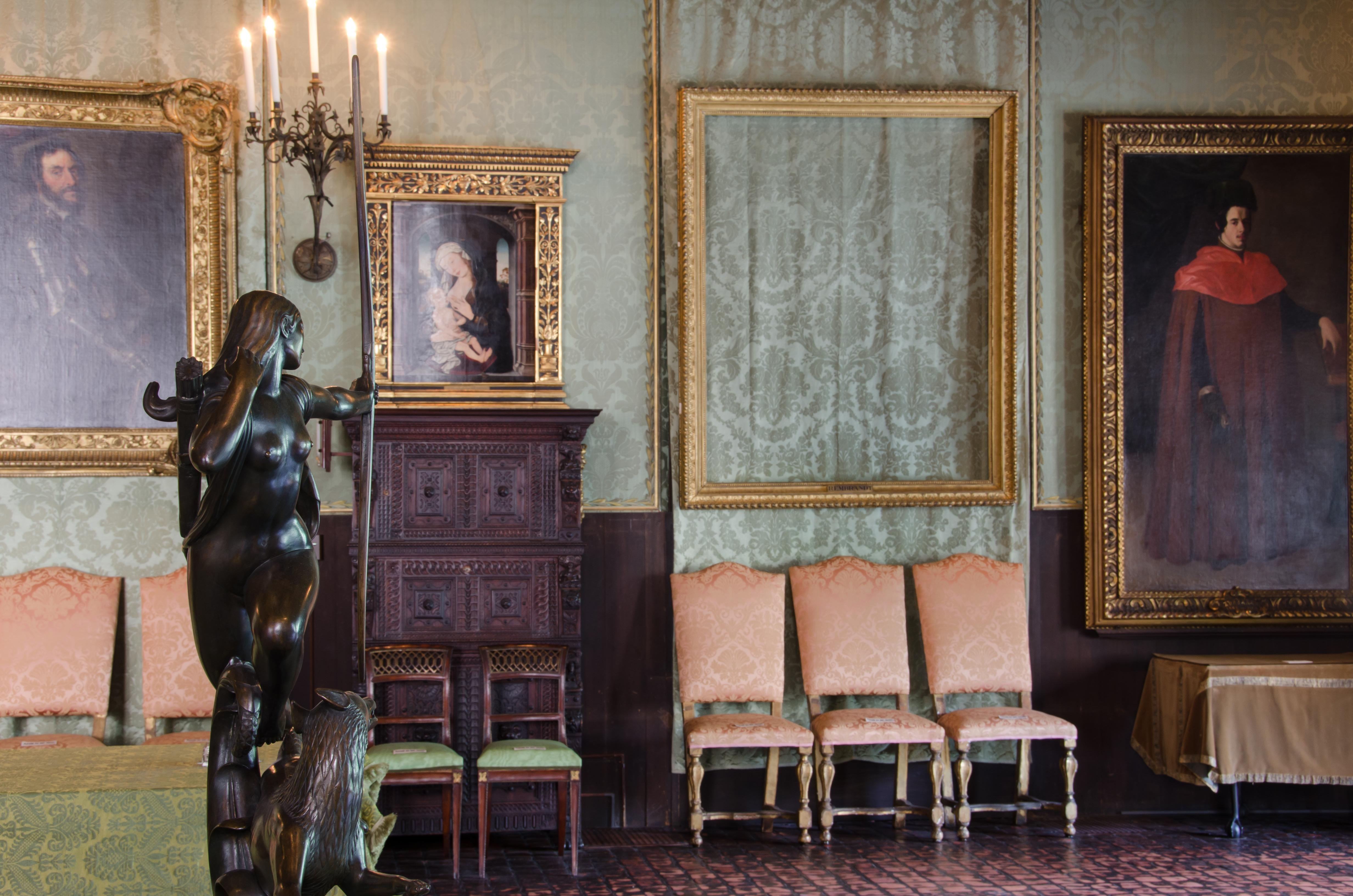
Pusta rama po obrazie Burza na Jeziorze Galilejskim

18 marca 1990 roku miało miejsce włamanie do muzeum. Dwaj uzbrojeni złodzieje, udający policjantów, uzyskali dostęp do wnętrz. Obecny na służbie nocnej strażnik złamał protokół, umożliwiając im przejście przez drzwi bezpieczeństwa. Złodzieje ukradli wówczas 13 dzieł sztuki o łącznej wartości około 350 milionów funtów (500 milionów dolarów). Łupem ich padły takie obrazy jak Burza na Jeziorze Galilejskim Rembrandta i Koncert Vermeera. Prace te nigdy nie zostały odnalezione. Była to największa i najbardziej zuchwała kradzież w historii Stanów Zjednoczonych. Po 25 latach policja wpadła na trop złodziei aresztując niejakiego Roberto Gentile, który miał być zamieszany w kradzież. Ten jednak odmówił składania zeznań, utrzymując, że z kradzieżą nie ma nic wspólnego. Badanie wariografem wykazało jednak, że nie mówił prawdy. W maju 2013 roku FBI postanowiło go zastraszyć posyłając go na rok do więzienia za posiadanie broni i narkotyków. Po odbyciu kary Gentile powrócił do swoich przestępczych przyzwyczajeń i nadal interesował się skradzionymi obrazami. Według jednego z informatorów miał dostęp do przynajmniej dwóch z nich. Sprawa okazała się rozwojowa. Według The New York Times został aresztowany podczas próby sprzedania jednego z zaginionych obrazów kupcowi, którym był podstawiony agent FBI. 

## Lista skradzionych dzieł
Wśród 13 skradzionych dzieł znajduje się: 5 obrazów, 1 akwarela, 1 akwaforta 4 rysunki i 2 rzeźby.

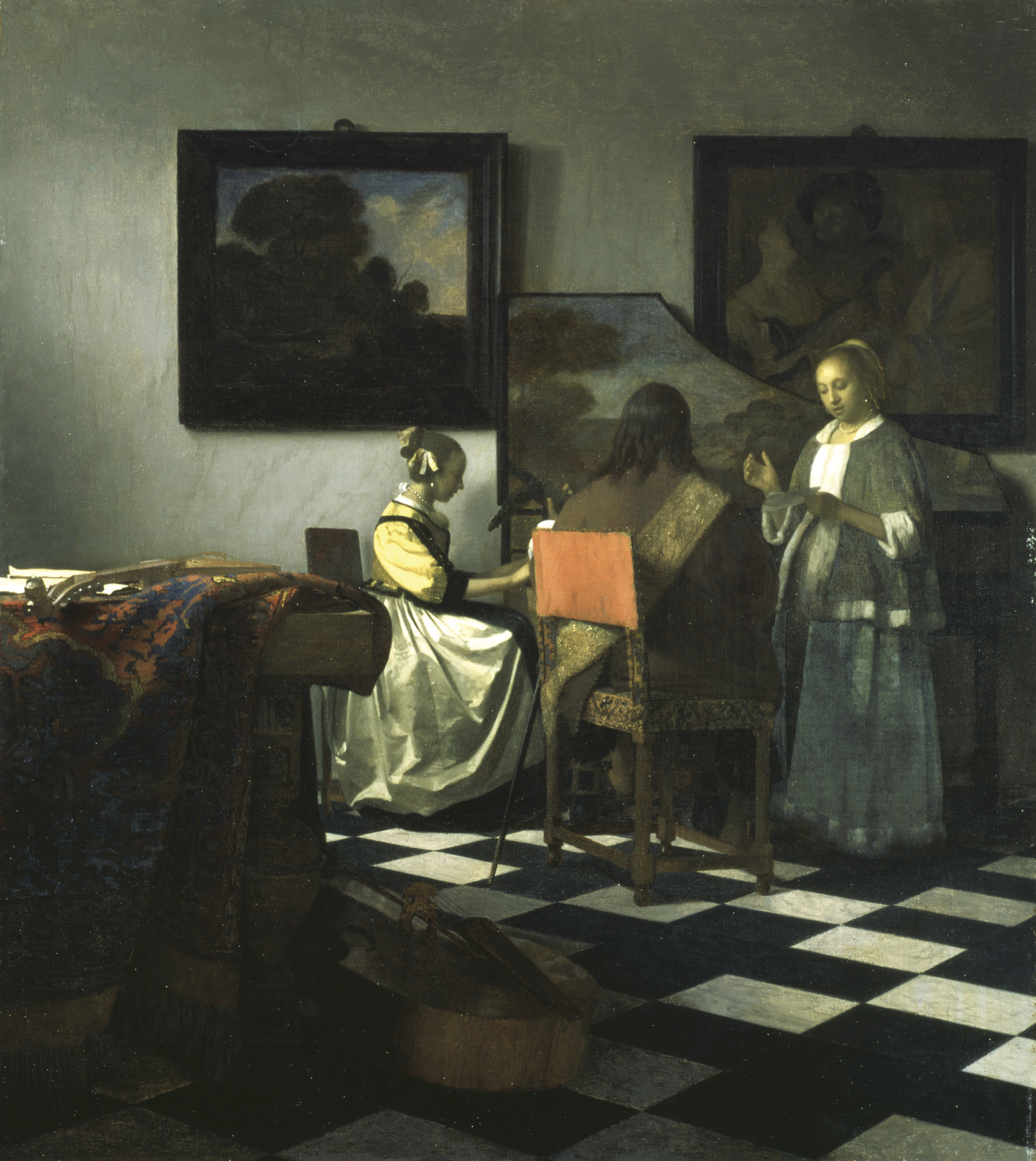
1. Jan Vermeer, Koncert, ok. 1664–1666
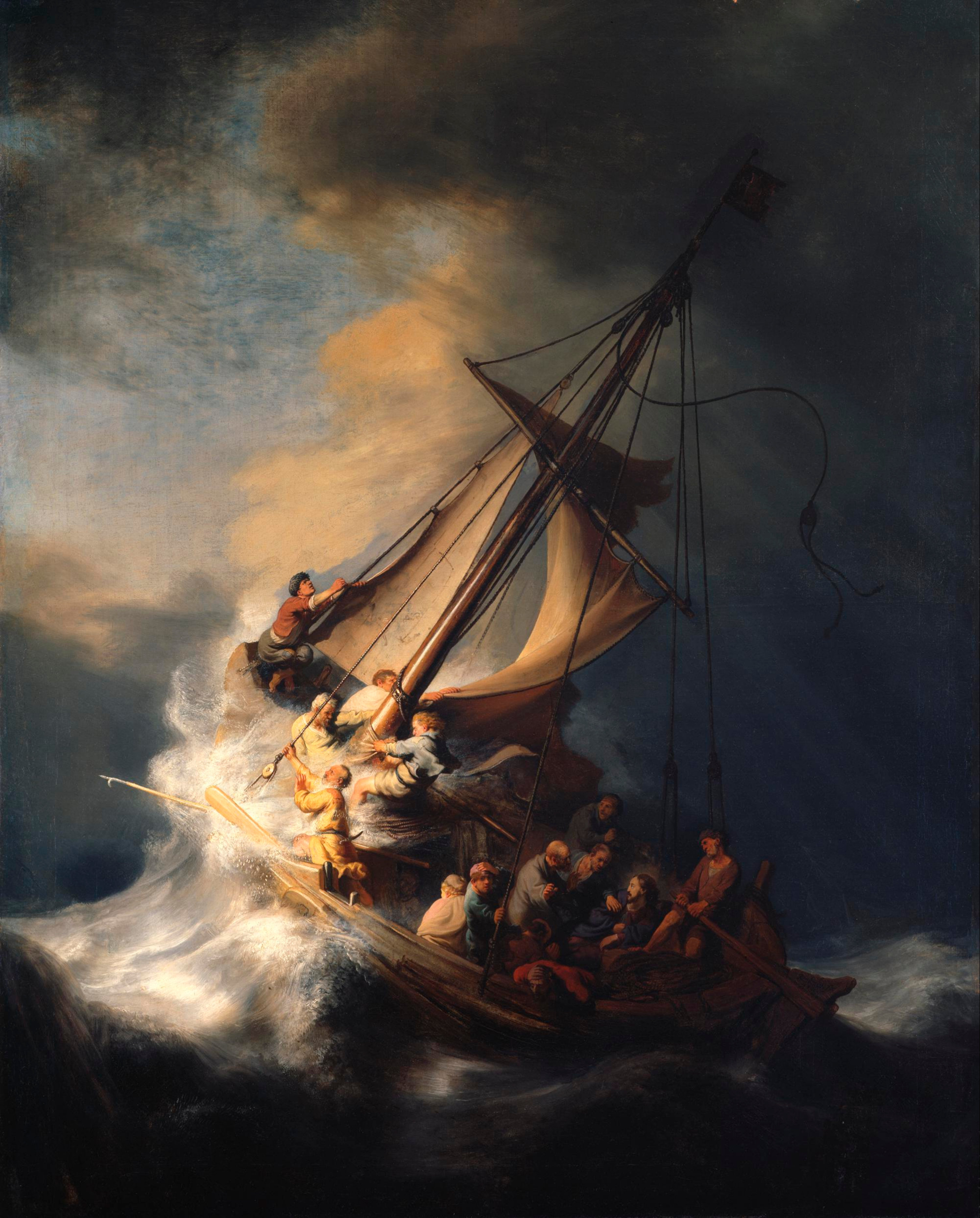
2. Rembrandt, Burza na Jeziorze Galilejskim, 1633
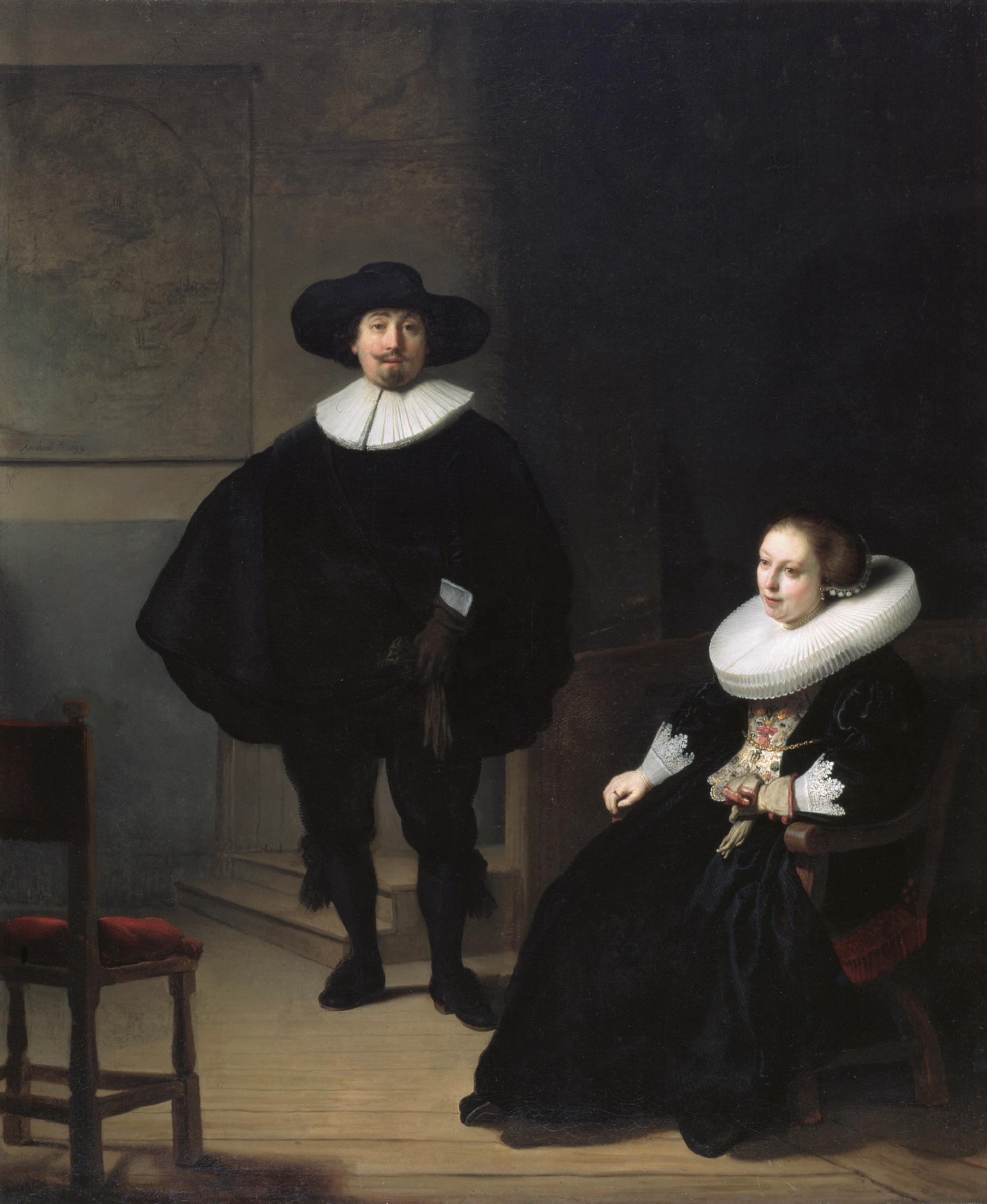
3. Rembrandt, Dama i pan w czerni, 1633
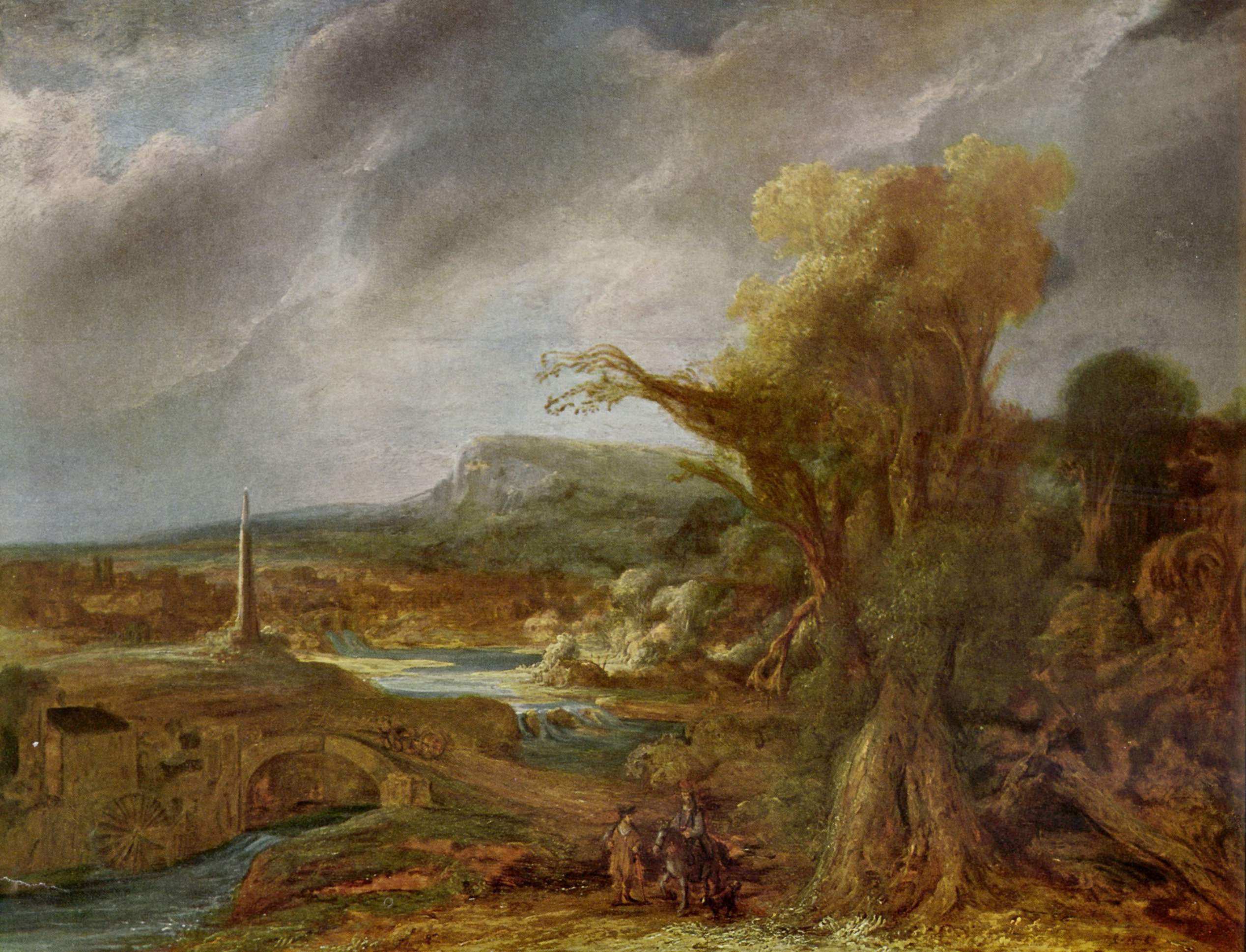
4. Govert Flinck, Krajobraz z obeliskiem[a], 1638
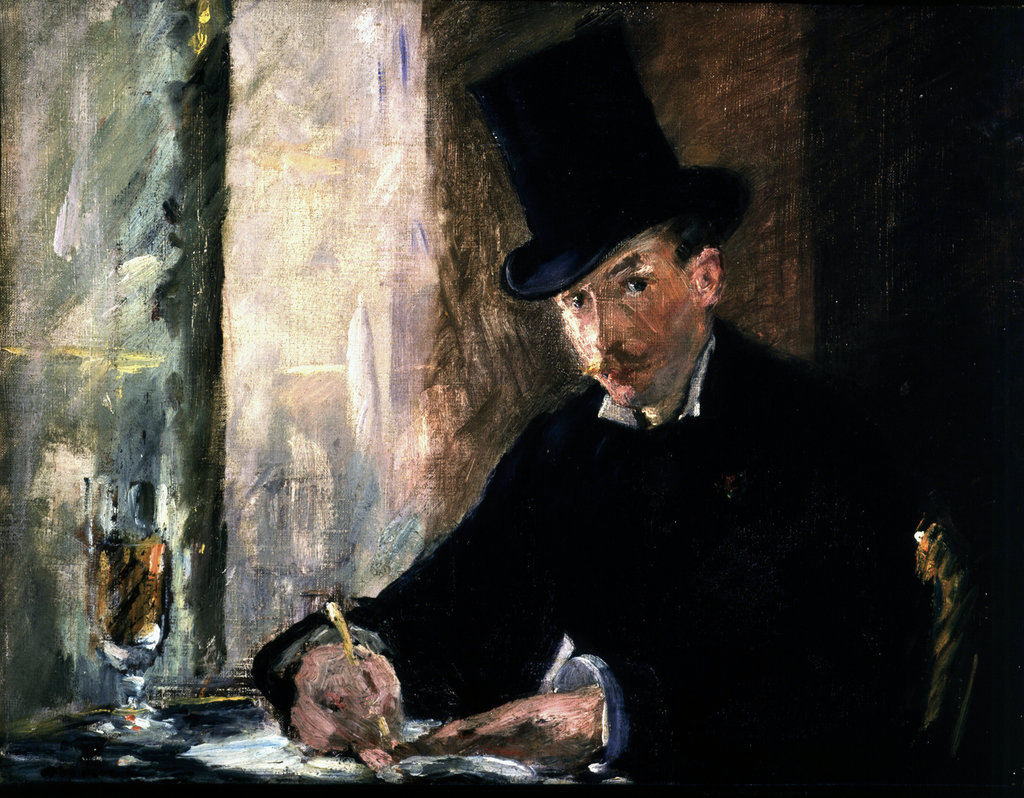
5. Édouard Manet, U Tortoniego, ok. 1878–1880
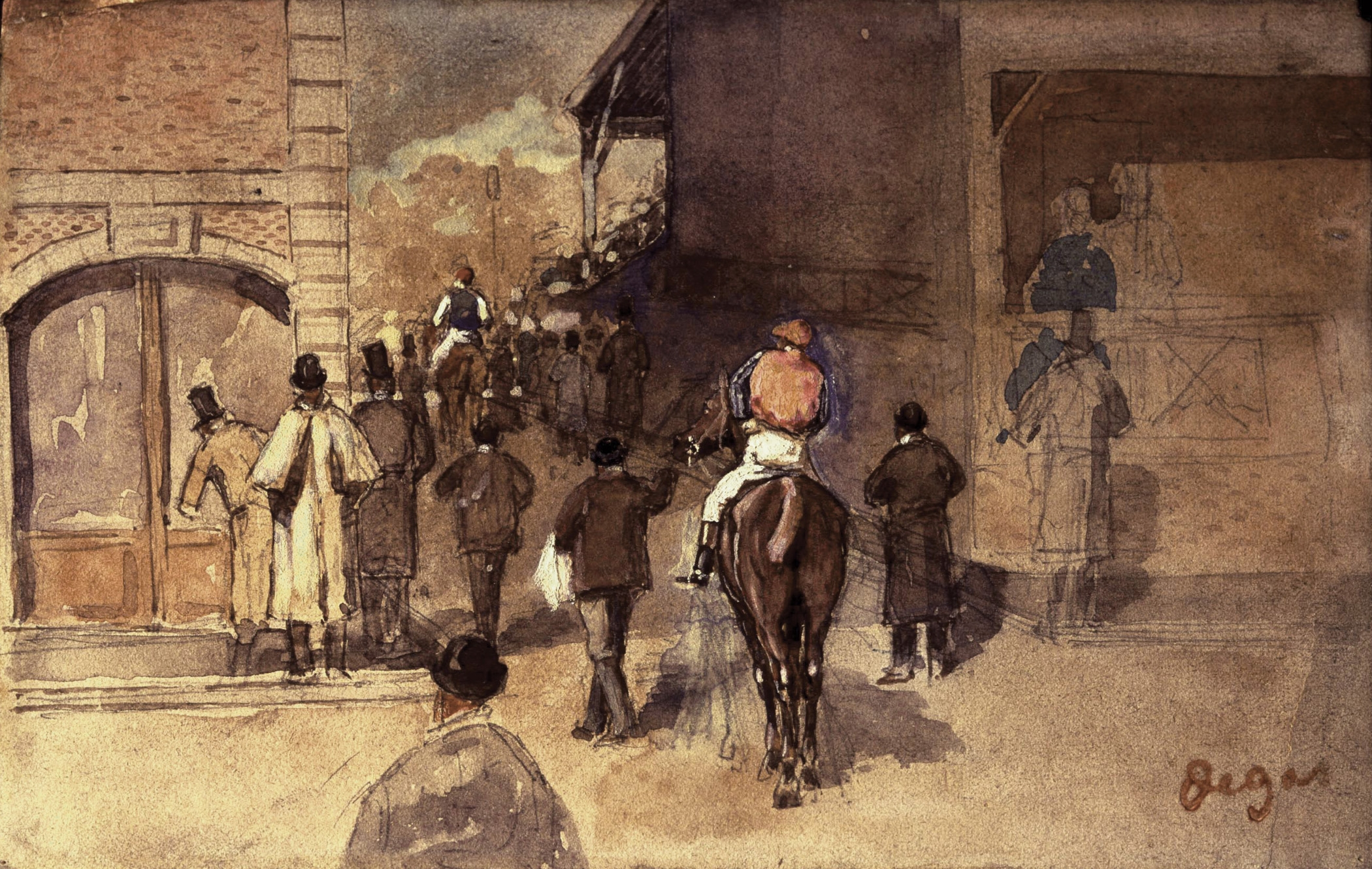
6. Edgar Degas, La Sortie de Pesage (akwarela i rysunek ołówkiem), data nieznana

7. Rembrandt, Autoportret, akwaforta, ok. 1634
8. Edgar Degas, Przejażdżka po okolicach Florencji, ok. 1857–1860
9. Edgar Degas, Program artystycznego soirée 1, 1884
10. Edgar Degas, Program artystycznego soirée 2, 1884
11. Edgar Degas, Trzech jadących dżokejów, 1885–1888
12. Starożytne, chińskie naczynie, gu, datowane na okres dynastii Shang
13. Zwieńczenie w kształcie orła, wykonane z brązu, ok. 1813–1814